# 46 Capricorni
46 Capricorni (46 Cap / c Capricorni / HD 206834) es una estrella de magnitud aparente +5,09 situada en la constelación de Capricornio.
Aunque no tiene nombre propio habitual, formaba —junto a ξ Aquarii y Sadalsuud (β Aquarii)— la vigesimosegunda mansión lunar árabe, también llamada Sadalsuud.
46 Capricorni es una supergigante amarilla de tipo espectral G8Iab —anteriormente catalogada como gigante G8II-III— con una temperatura efectiva entre 4600 K y 4815 K.
Su luminosidad es 627 veces superior a la del Sol y posee un diámetro 25 veces más grande que el diámetro solar.
Gira sobre sí misma con una velocidad de rotación proyectada de 3,75 km/s.
46 Capricorni tiene una masa aproximada entre 4 y 5 masas solares.
Su metalicidad —abundancia relativa de elementos más pesados que el helio en una estrella— es menor que la solar en un 35% ([Fe/H] = -0,19).
Un estudio comparativo entre más de 600 gigantes luminosas refleja que su contenido de litio es elevado para una estrella de sus características (logє[Li] = 0,80).
Se encuentra aproximadamente a 783 años luz del sistema solar.